# Yrkesofficer
Yrkesofficer var en befälskår som skapades den 1 juni 1983 vid införandet av ny befälsordning i Försvarsmakten. Efter införandet av 2009 års befälsordning används yrkesofficer som gemensam benämning på officerare och specialistofficerare.

## Enhetsbefälskår
Den nya enhetsbefälsskåren ersatte de tre tidigare befälskårerna regementsofficer, kompaniofficer och plutonsofficer vilka inrättades vid tjänsteställningsreformen 1972.

## Definition
Befälskåren definierades som "den som är anställd tills vidare som militär tjänsteman i Försvarsmakten enligt Officersförordningen (2007:1268) och som tjänstgör kontinuerligt".

## Yrkesofficersbegreppet
Före 1972 användes begreppet yrkesofficer för att skilja stamanställda från reservofficerare och värnpliktiga officerare. På motsvarande sätt skilde man yrkesunderofficerare från reservunderofficerare och värnpliktiga underofficerare. Mellan 1972 och 1983 användes yrkesofficer som en samlande benämning för regements-, kompani- och plutonsofficer, i motsats till reserv- och värnpliktsofficer. Efter införandet av 2009 års befälsordning används yrkesofficer som benämning på officerare och specialistofficer are.

## Enhetsbefälsystemet
Med fänrik som den lägsta tjänstgöringsgraden i yrkesofficerskåren motsvarade systemet med grader i princip de som funnits i den före 1972 existerande officerskåren. Det förelåg dock en signifikans i att yrkesofficerskåren var ett enhetsbefälssystem, medan den tidigare officerskåren varit en del av ett trebefälssystem tillsammans med underofficers- och underbefälskårerna. Även de yrkesanställda gruppcheferna som hade blivit en egen personalkategori på 1970-talet fasades ut före 1983, vilket innebar att samtliga grader under fänrik istället kom att bestå av värnpliktiga.
| Före 1972-07-01 | Från 1972-07-01  | Efter 1983-06-01 |
| --------------- | ---------------- | ---------------- |
| Officer         | Regementsofficer | Yrkesofficer     |
| Underofficer    | Kompaniofficer   | Yrkesofficer     |
| Underbefäl      | Plutonsofficer   | Yrkesofficer     |
| Underbefäl      | Gruppchef        | -                |

## Plutonsofficerskårens upphörande
Befälen i plutonsofficerskåren vilka tjänstgjort i graderna sergeant och fanjunkare fick i och med införandet av den nya enhetsbefälssystemet se sig befordrade till fänrik och löjtnant.
| Plutonsofficer  | Yrkesofficer     |
| --------------- | ---------------- |
| Före 1983-06-01 | Efter 1983-06-01 |
| Fanjunkare      | Löjtnant         |
| Sergeant        | Fänrik           |

## Tjänstgöringsgrader

### Ny befälsordning 1983
| Yrkesofficer             |
| ------------------------ |
| General                  |
| Generallöjtnant          |
| Generalmajor             |
| Överste av första graden |
| Överste                  |
| Överstelöjtnant          |
| Major                    |
| Kapten                   |
| Löjtnant                 |
| Fänrik                   |

### Tjänsteställningsreformen 1972
| Regementsofficer         | Kompaniofficer | Plutonsofficer | Gruppchef |
| ------------------------ | -------------- | -------------- | --------- |
| General                  | -              | -              | -         |
| Generallöjtnant          | -              | -              | -         |
| Generalmajor             | -              | -              | -         |
| Överste av första graden | -              | -              | -         |
| Överste                  | -              | -              | -         |
| Överstelöjtnant          | -              | -              | -         |
| Major                    | -              | -              | -         |
| Kapten                   | Kapten         | -              | -         |
| Löjtnant                 | Löjtnant       | -              | -         |
| -                        | Fänrik         | -              | -         |
| -                        | -              | Fanjunkare     | -         |
| -                        | -              | Sergeant       | -         |
| -                        | -              | -              | Överfurir |
| -                        | -              | -              | Furir     |
| -                        | -              | -              | Korpral   |

### 1960 års befälsordning
| Officer         | Underofficer | Underbefäl  |
| --------------- | ------------ | ----------- |
| General         | -            | -           |
| Generallöjtnant | -            | -           |
| Generalmajor    | -            | -           |
| Överste         | -            | -           |
| Överstelöjtnant | -            | -           |
| Major           | -            | -           |
| Kapten          | -            | -           |
| -               | Förvaltare   | -           |
| Löjtnant        | -            | -           |
| -               | Fanjunkare   | -           |
| Fänrik          | -            | -           |
| -               | Sergeant     | -           |
| -               | -            | Rustmästare |
| -               | -            | Överfurir   |
| -               | -            | Furir       |
| -               | -            | Korpral     |
| -               | -            | Vicekorpral |